# Manching
Manching è un comune tedesco di 11 260 abitanti, situato nel land della Baviera.